# Serwatka

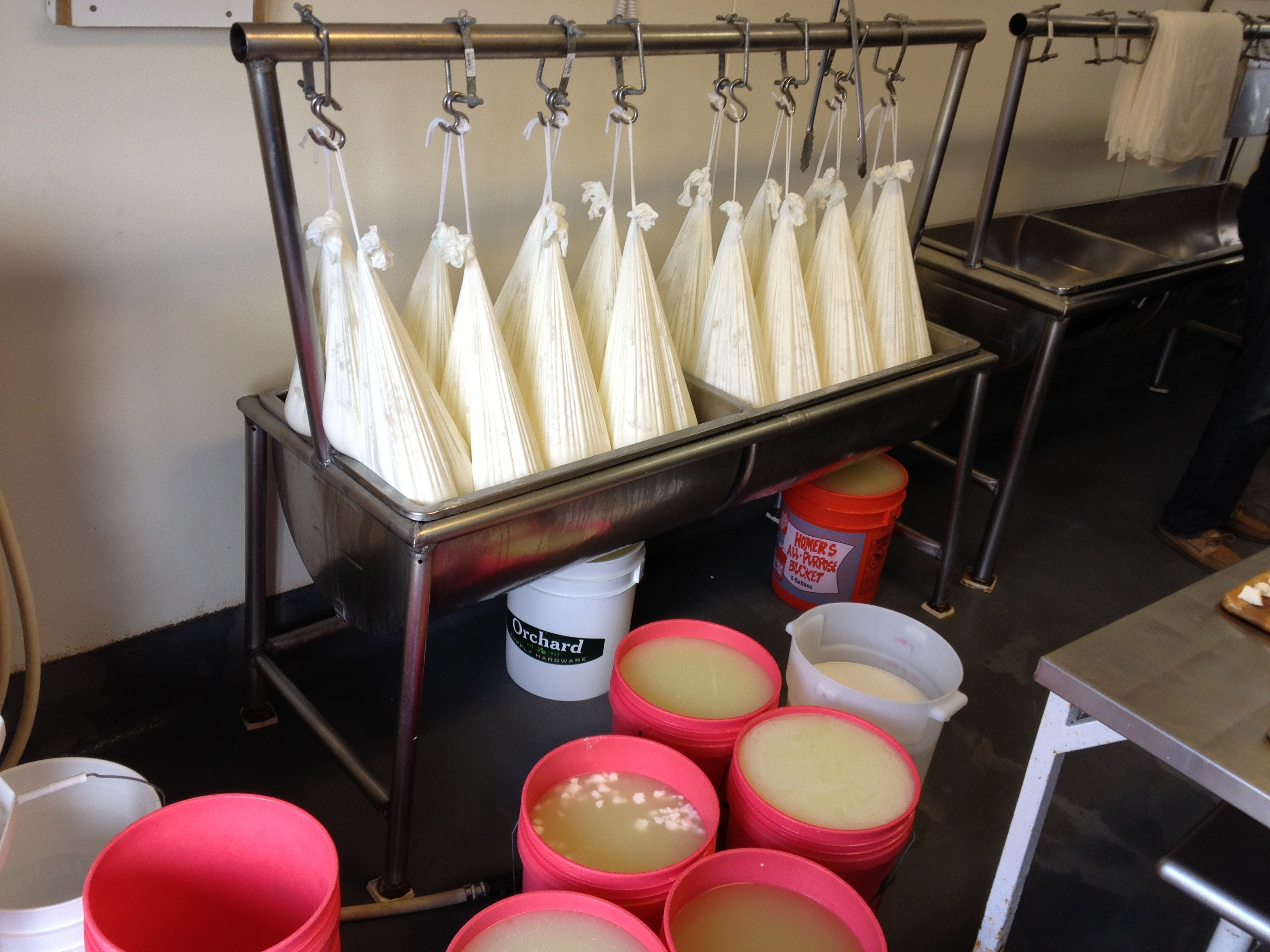
Produkcja sera – serwatka zebrana w wiaderkach

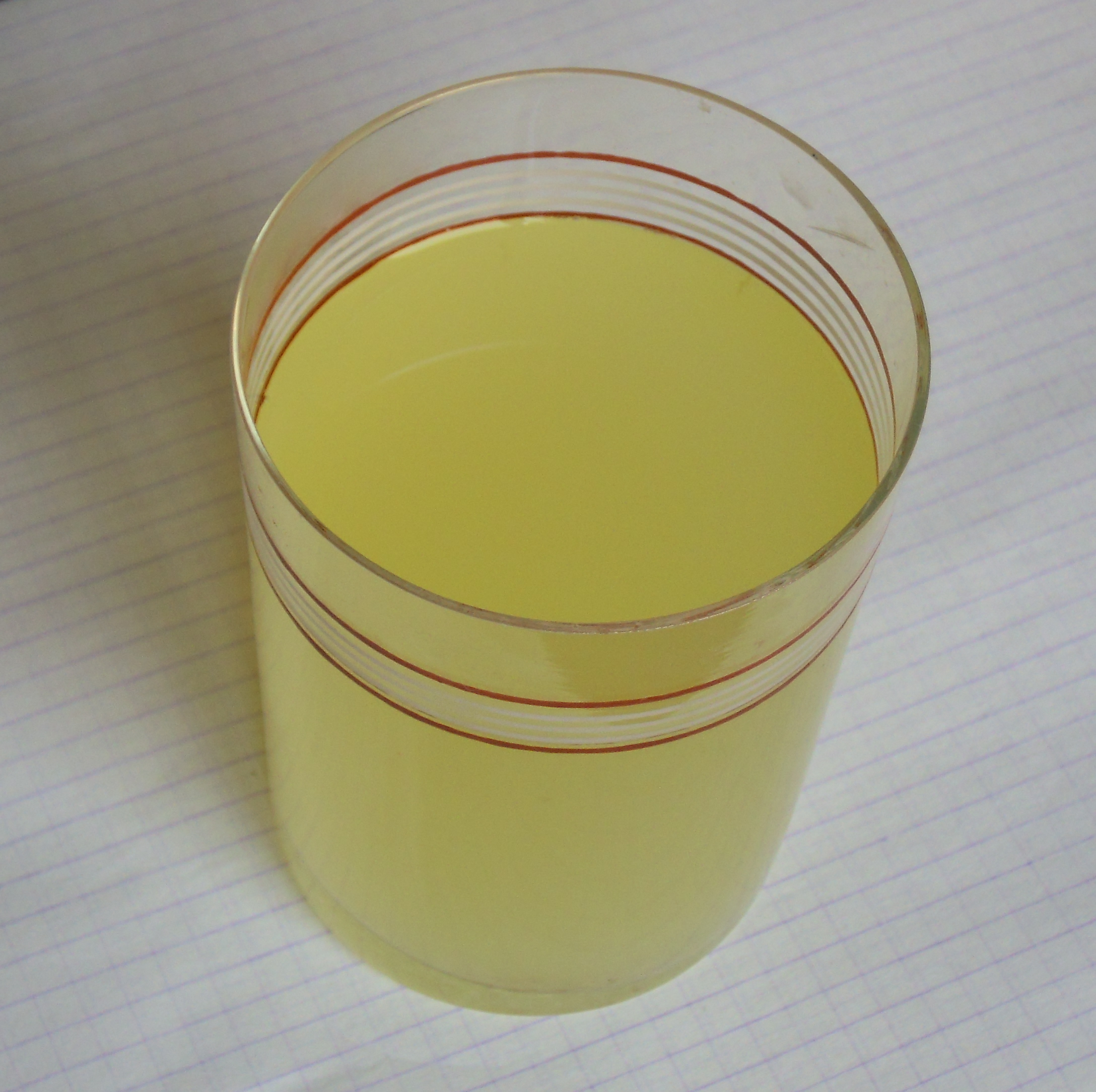
Szklanka serwatki

Serwatka – prawie klarowna ciecz, odpad przy produkcji sera lub kazeiny z mleka krowiego. Stanowi 50–60% suchej masy mleka (druga połowa jest zawarta w oddzielonym od serwatki skrzepie).
W warunkach przemysłowych serwatka jest groźnym ekologicznie odpadem. Objętościowo na 1 część uzyskanego sera wypada prawie 10 części serwatki. Zagospodarowywana jest jako pasza lub surowiec do produkcji laktozy oraz odżywek białkowych. Coraz częściej jest również wykorzystywana w przemyśle spożywczym, do produkcji rozmaitych napojów mlecznych na bazie serwatki.
Przy produkcji serów podpuszczkowych oraz dojrzewających otrzymywana jest serwatka słodka, przy produkcji twarogów serwatka kwaśna. Produkuje się również serwatkę mieszaną. Niegdyś serwatka była środkiem kosmetyczno-leczniczym na skórę oraz stosowana przy oparzeniach.
Z uwagi na ogromne ilości wytwarzania serwatki w procesie produkcji sera, przez wiele lat próbowano znaleźć zastosowanie tego składnika. Skutkiem tych działań były próby odizolowania białek serwatkowych, co okazało się dość skomplikowane. Obecnie uzyskuje się je dzięki procesom rozdzielczym, m.in. ultrafiltrację (UF) i wymianę jonową.

## Właściwości odżywcze
| Aminokwasy (w 100 g) |
| --- |
| - izoleucyna – 50 mg - leucyna – 82 mg - lizyna – 67 mg - metionina – 13 mg - cystyna – 11 mg - fenyloalanina – 29 mg - tyrozyna – 37 mg - treonina – 60 mg - tryptofan – 14 mg - walina – 53 mg - arginina – 23 mg - histydyna – 17 mg - alanina – 36 mg - kwas asparaginowy – 88 mg - kwas glutaminowy – 41 mg - glicyna – 17 mg - prolina – 34 mg - seryna – 38 mg |